# Rafael Salazar Alonso
Rafael Salazar Alonso (Madrid, 27 de diciembre de 1895-Madrid, 23 de septiembre de 1936) fue un político y abogado español que tuvo un papel relevante durante el periodo de la Segunda República. Llegó a ejercer como alcalde de Madrid y ministro de la Gobernación. Fue condenado a muerte y ejecutado tras el comienzo de la Guerra Civil.

## Biografía

### Formación y primeros años
Nació en Madrid el 27 de diciembre de 1895. Licenciado en derecho, llegó a trabajar como abogado. Se afiliaría al Partido Republicano Radical de Lerroux, del cual sería uno de sus principales dirigentes. También estuvo afiliado a la masonería, donde empleó el nombre masónico de «Pi y Maragall».

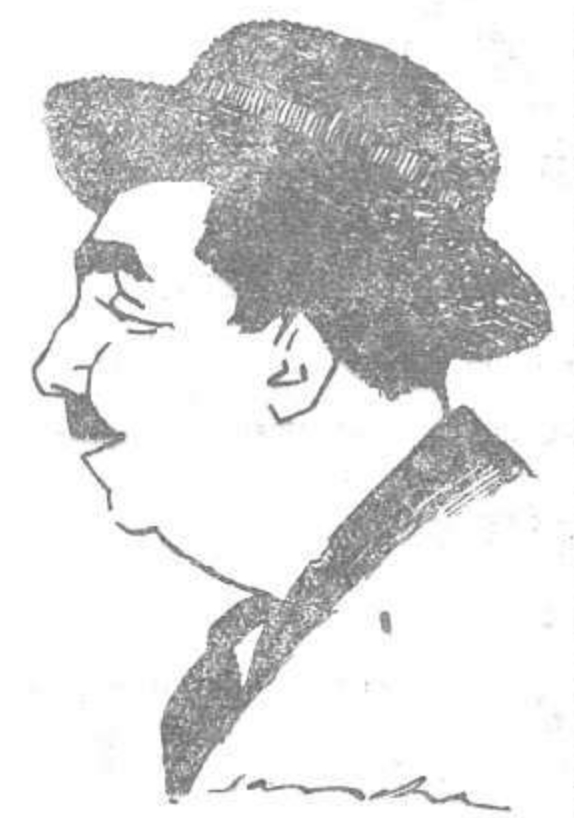
Retratado por Sancha en La Voz (1929)

Redactor del diario El Sol, con posterioridad sería propietario o director de varios periódicos. Este fue el caso del diario vespertino Informaciones, editado en Madrid, que durante algún tiempo estuvo bajo control de Salazar Alonso. También era propietario-director de Almadén, periódico decenal que se editaba en la localidad homónima.

### Carrera política
Fue elegido concejal del Ayuntamiento de Madrid en las elecciones municipales de 1931, formando parte de la candidatura de la Conjunción Republicano-Socialista. También ejerció como presidente de la Diputación provincial de Madrid.
Entre 1931 y 1936 fue diputado por Badajoz. Participó en la fundación, el 11 de febrero de 1933, de la Asociación de Amigos de la Unión Soviética. Como consecuencia de los sucesos revolucionarios de octubre de 1934 fue nombrado alcalde de Madrid, cargo que desempeñó entre el 19 de octubre de 1934 y el 25 de octubre del año siguiente.
Fue también ministro de la Gobernación entre el 3 de marzo y el 4 de octubre de 1934 en sendos gabinetes presididos por Alejandro Lerroux y Ricardo Samper. Durante su mandato, ordenó prohibir la huelga convocada por los sindicatos agrarios de la UGT, en protesta por las medidas de contrarreforma agraria implementadas por los gobiernos radicales. La huelga, calificada de revolucionaria por Salazar Alonso, se saldó con una gran represión gubernamental y el desmantelamiento del sindicalismo agrario rural encargado por la Federación Nacional de Trabajadores de la Tierra (FNTT). Estas políticas «reaccionarias» le convirtieron en una persona muy odiada entre las izquierdas y sectores sindicalistas.
El diputado socialista Juan Simeón Vidarte le consideró autor intelectual del asesinato en junio de 1935 de su correligionario y también parlamentario Pedro Rubio, conocido activista por los derechos del campesinado pacense.
En el otoño de 1935 fue uno de los implicados en el escándalo del estraperlo, hecho por el que dimitió como alcalde, horas antes de que se emitiese el dictamen de la comisión de investigación de las Cortes que había investigado el asunto. Este escándalo supondría su práctica desaparición de la escena política.

### Guerra civil
El 1 de septiembre de 1936 fue detenido por milicianos de la FAI y posteriormente encarcelado en la Cárcel Modelo. El 23 de agosto de 1936 se creó por decreto el Tribunal Especial que lo juzgó. En el sumario, instruido por el Juzgado Especial del Tribunal Supremo, participó como representante del ministerio público José Vallés, fiscal general de la República. El 22 de septiembre de 1936 fue condenado a muerte por su presunta participación en la sublevación militar y  ejecutado al día siguiente en la Cárcel Modelo de Madrid. Las pruebas de su implicación en la sublevación eran insuficientes, hecho que fue señalado en su momento por el socialista Indalecio Prieto, quien reconoció que solo la presión popular impidió que el gobierno le conmutara la pena de muerte.

## Obras
- La muerte de Don Eduardo Dato (1928)
- La justicia bajo la Dictadura (1930)
- Tarea. Cartas políticas (1934)
- Bajo el signo de la revolución (1935)